# Metropolia Medan
Metropolia Medan – jedna z 10 metropolii Kościoła Rzymskokatolickiego w Indonezji. Została erygowana 3 stycznia 1961.

## Diecezje
- Archidiecezja Medan
  - Diecezja Padang
  - Diecezja Sibolga

## Metropolici
- Antoine Henri van den Hurk (1955–1976)
- Alfred Gonti Pius Datubara (1976-2009)
- Anicetus Bongsu Antonius Sinaga (2009–2018)
- Kornelius Sipayung (od 2018)